# Karpacz
Karpacz ([ˈkarpat͡ʂ], hasta 1945 en alemán: Krummhübel) es una localidad turística polaca ubicada en el voivodato de la Baja Silesia, y próxima a la histórica ciudad de Jelenia Góra, muy cerca de la frontera checo-alemana. Está situada a una altitud de entre 480 y 885 metros sobre el nivel del mar, a los pies del Sněžka (con 1602 m es el pico más alto de la cordillera de los Karkonosze y marca la frontera con Chequia), en el valle del río Lomnica, junto a sus arroyos afluentes. Destaca por su creciente importancia como enclave para el esquí, el montañismo, los deportes de naturaleza y el relax, y con numerosa oferta hotelera y hospedaje.

## Historia

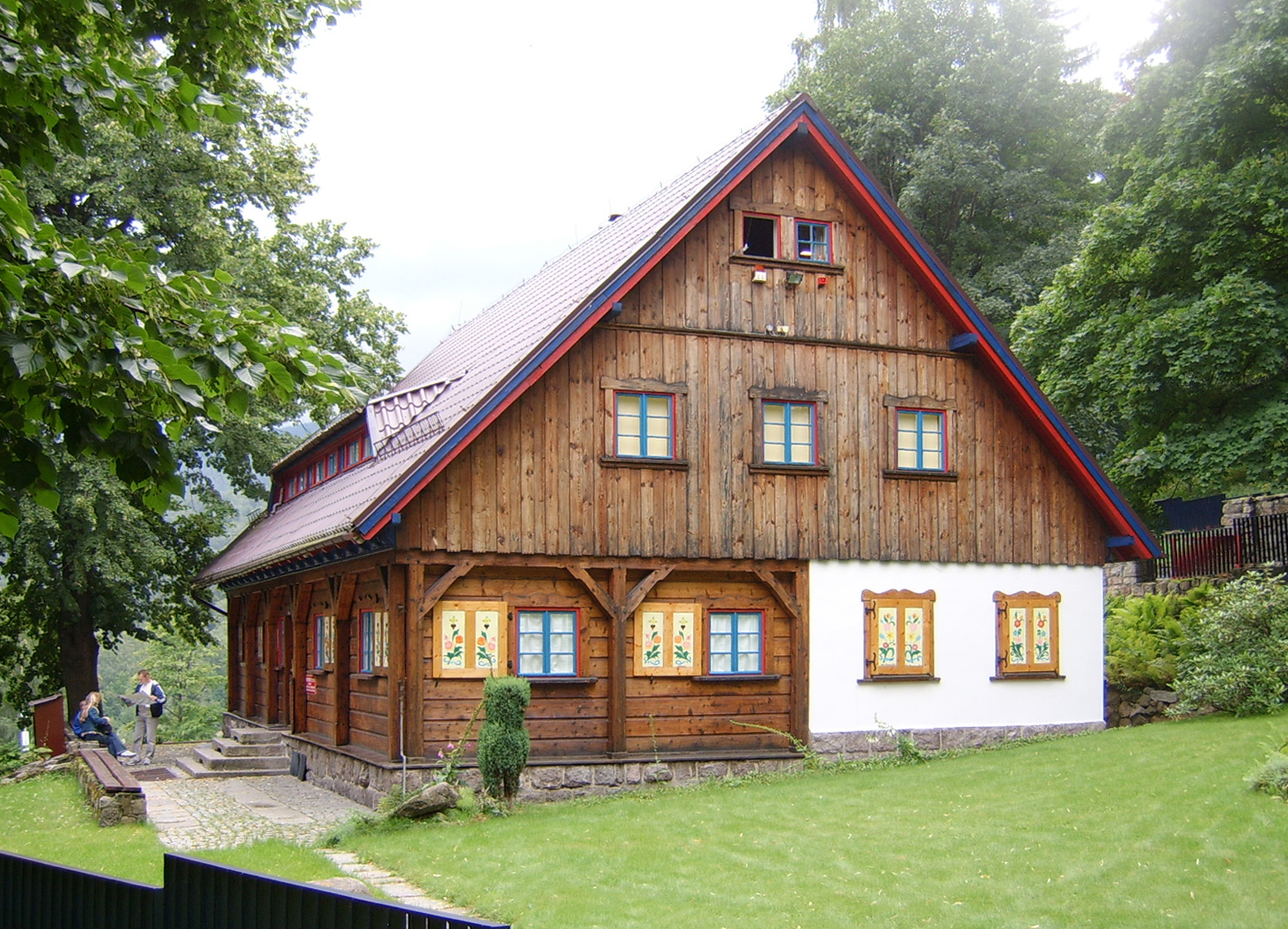
Museo del deporte y el turismo.

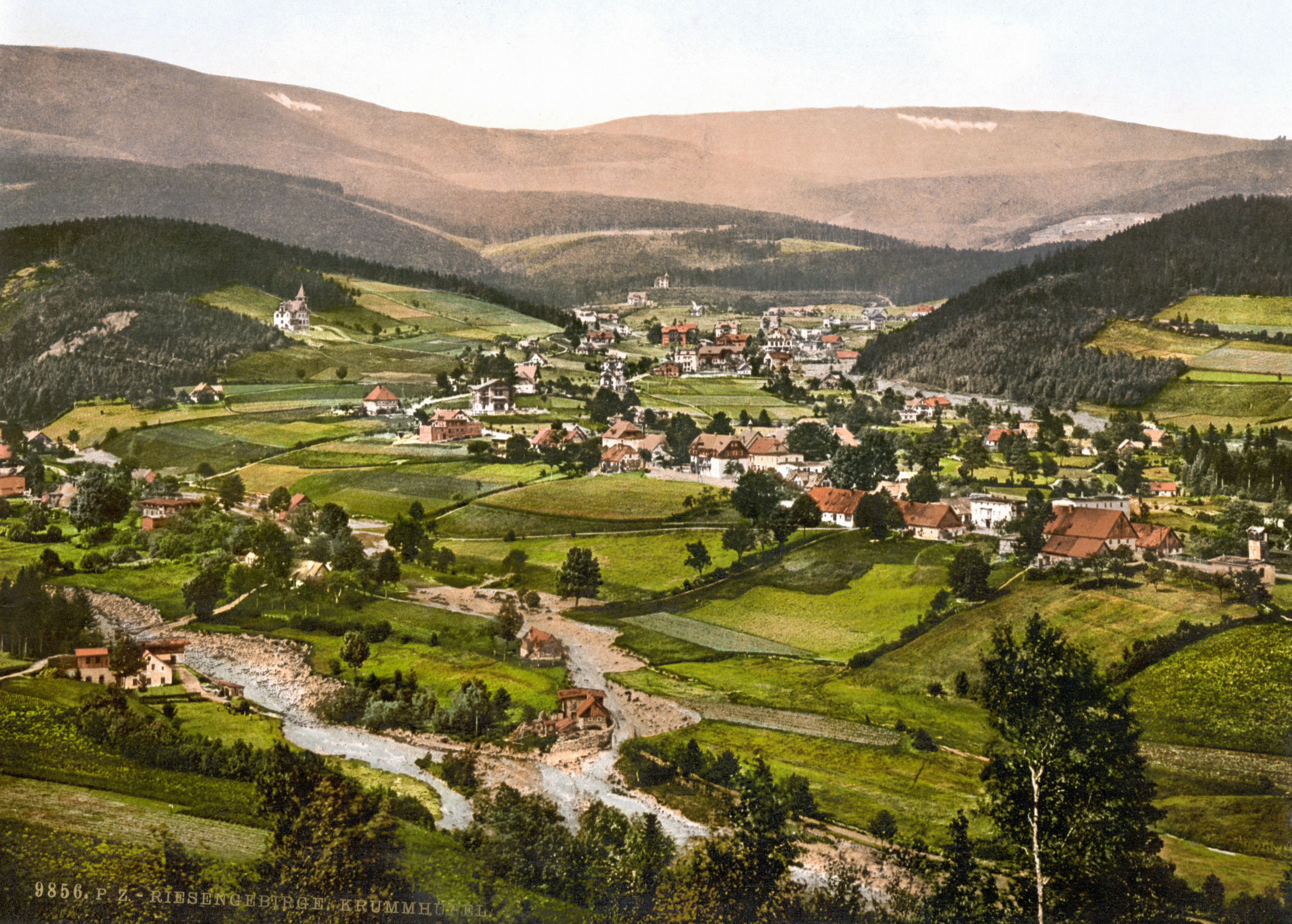
Karpacz hacia 1900.

Los orígenes se remontan a pobladores de origen celta en los siglos iv a iii a. C., que acudieron a la región en busca de los abundantes recursos mineros de la zona. Precisamente fue la riqueza y explotación de minerales y los buscadores de oro lo que conllevó la fundación de esta localidad en el siglo xii. Los primeros registros de Karpacz aparecieron en el Libro de Valonia, al final del siglo xiv. Durante la Guerra de los Treinta Años (1618-1648) llegaron a Karpacz y a sus alrededores refugiados religiosos, y fue el inicio de la llegada de peregrinos a la capilla local. En 1772 se fundó la escuela evangélica. En 1844 se estableció una iglesia evangélica de madera, importada de la ciudad noruega de Vang gracias a las acciones del rey de Prusia, Federico Guillermo IV, la cual se convirtió en una atracción turística en Karpacz y ahora es conocido como «Templo de Wang».
En relación con la afluencia de turistas en la segunda mitad del siglo xix, se produjo el desarrollo de importantes asentamientos y establecimientos: la construcción de hoteles, posadas y tabernas. Ya en 1914 había 12 hoteles y varias pensiones.
En 1945, tras la derrota de Alemania en la Segunda Guerra Mundial, la aldea fue incorporada a Polonia; la población alemana fue expulsada y sustituida por habitantes polacos.
A partir de las décadas posteriores a la paz, se ha desarrollado en Karpacz una importancia creciente de las actividades turísticas y ocio diverso.

## Atracciones
Karpacz es uno de los destinos turísticos más famosos en los Montes Karkonosze y de Polonia en general. Además de los populares deportes de invierno, ofrece una amplia gama de turismo de montaña y  paisaje, así como numerosos alojamientos de diferentes categorías (alrededor de 11 000 camas), restaurantes, tiendas y diversos servicios:
- La montaña más alta de los Sudetes (Sněžka)
- La iglesia evangélica llamada «Templo de Wang»
- Museo del deporte y el turismo de Karpacz
- Museo del juguete
- Trampolín de esquí Orlinek
- Pista de trineo «Kolorowa»
- Carros de Karkonosze
- Presa en Lomnica
- Punto de gravedad anómala de Karpacz

## Ciudades hermanadas
- Gdynia (Polonia)
- Rewal (Polonia)
- Reichenbach / OL (Alemania)
- Kamenz (Alemania)
- Búfalo (Estados Unidos)
- Pec pod Sněžkou (República Checa)